# Тиберий Оклаций Север
Тиберий Оклаций Север (лат. Tiberius Oclatius Severus) — римский политический деятель середины II века.
О происхождении Севера точных сведений нет. Вполне возможно, его родиной был малоазиатский город Никомедия. Длительное время имя Севера ошибочно читалось как «Тиберий Юлий Клавдий Север». И только после обнаружения военного диплома стало известно правильное написание. В 160 году Тиберий занимал должность консула-суффекта. В 174 году он находился на посту легата пропретора провинции Вифиния и Понт. Дальнейшая биография Севера не известна.